# ゼンタイ (映画)
『ゼンタイ』は、2013年8月31日に公開された日本の映画。橋口亮輔の原案・脚本・監督作品。テアトル新宿でレイトショー上映された。
ワークショップで4日間行った俳優のエチュード（即興劇）6編を元に、橋口監督が以前から温めていた「ゼンタイ」（全身タイツ愛好家）を絡めてまとめたオムニバス・コメディ映画。
撮影期間は3日間。予算は220万円。出演者は41名。

## キャスト
草野球
- 中島歩・篠原篤・森優太・比佐仁・八木橋努・鎌滝秋浩

コンパニオン
- 香取海沙・田川可奈美・篠原友希子・華みき・魚谷佳苗・高須和彦・妻鹿益己

発泡酒
- 加藤圭・三月達也・沖野竜也・吉田健一・江ばら大介

レジ店員
- 成嶋瞳子・椎名香織・掛川陽子・川村絵梨・駒井温子

ゼンタイ
- 山下晃司・松下貞治・伊藤公一・都竹田青・岩崎典子・南波美沙・岡本さと子・瑛蓮

主婦
- 西野まり・横山美智代・大野百合子・藤原留香・水野小論・横嶋安有美・宮内妙子・宮城芙美乃・中村梨那・桑原由樹

## スタッフ
- 監督・脚本・原案：橋口亮輔
- 撮影・照明：上野彰吾
- 録音：小川武
- 音楽：明星/Akeboshi
- 助監督：松永大司